# A free song
A free song (secular cantate no. 2) is een compositie van William Schuman.
Schuman, patriottisch van inslag, werd afgekeurd voor militaire dienst in de Tweede Wereldoorlog; hij had een progressieve spierziekte (die hem zijn verdere leven dwarszat). Zijn uitgeverij G. Schirmer adviseerde hem zijn patriottische gevoelens te verwerken in een nieuw werk. Schuman ging vervolgens aan de slag met Drum-taps van Walt Whitman ; hij zou daarbij het werk A song for occupations van Roy Harris met tekst van Whitman als mede-inspiratiebron hebben gekozen. Het werk bestaat uit twee delen:
- 1a: Long, too long (gaat over dat de Verenigde Staten tijden kende van vrede, maar nu toch echt mee moest gaan vechten)
- 1b: Look down, fair moon (een maan die neerkijkt op het slagveld met doden en gewonden
- 2: Song of the banner (staat in contrast met 1b; het gaat hier om de overwinnaars, die de vlag neerzetten op overwonnen terrein).

Schuman zei zelf over het werk "Since I cannot serve in the Specialist Corps I am trying to do what I can with my pen....It has wonderful words by Walt Whitman. If I've done my job well it can't help but be a moving patriotic affair". De meningen van collegacomponisten betreffende het werk verschilden aanmerkelijk. Arthur Berger vond het een dieptepunt, Elliot Carter vond het uitgangspunt goed, maar de uitvoering matig, Virgil Thomson oppervlakkig oorlogzuchtig, maar Walter Piston bewonderde het. Wat men er ook van vond, in 1943 ontving het werk de Pulitzerprijs voor muziek, waarbij de jury bestond uit twee dirigenten Chalmers Clifton en Alfred Wallenstein en componist Quincy Porter. Schuman was de eerste winnaar van deze prijs.
Het werk ging op 26 maart 1943 in première (met vervolgen op 27 maart en 3 april) met als uitvoerenden het amateurkoor van Harvard Glee Club en Radcliffe Choral Society, het Boston Symphony Orchestra onder leiding van Serge Koussevitzky in een programma dat bestond uit William Schuman: A free song, Jean Sibelius: Symfonie nr. 5, Camargo Guarneri: Abertura concertante en Aaron Copland: A Lincoln portrait. Een eerste opname liet lang op zich wachten totdat in 2011 ineens twee opnamen beschikbaar kwamen. Die van Albany Records dateert van 6 november 2010 in de geluidsstudio, die van Cedille van Carlos Kalmar met het Grand Park Orchestra and Chorus van 25 en 26 juni 2010 tijdens een concert. Beide platenlabels claimden de eerste opname te hebben uitgegeven.  
Orkestratie:
- bariton
- gemengd koor
- 3 dwarsfluiten, 1 piccolo, 3 hobo’s, 1 althobo, 3 klarinetten, 1 esklarinet, 1 basklarinet, 3  fagotten, 1 contrafagot
- 4 hoorns, 3 trompetten, 3 trombones, 1 tuba
- pauken, percussie
- violen, altviolen, celli, contrabassen